# Años 300 a. C.
Los años 300 antes de Cristo transcurrieron entre los años 309 a. C. y 300 a. C.

## Acontecimientos
- Epicureísmo, sistema de filosofía basado en las enseñanzas de Epicuro (c. 340-c. 270 a. C.),  en torno a 307 a. C.